# Sandesundbroen
Sandesundbroen  i Sarpsborg er, med sin totale længde på 1.528 m, en af Norges længste broer. Broen krydser Glomma, og strækker sig fra Alvim via Sandesund over Glomma i Sarpsborg kommune, og møder land igen ved Årum i Fredrikstad kommune.

## 2-spors Sandesundsbro
Den er en del af Europavej 6 i Viken fylke og blev åbnet i 1978. Den havde da 2 kørebaner. Da broen  blev bygget i perioden 1970-1978 var det en forudsætning at den skulle få 4 kørebaner for at den skulle blive bygget, men på grund af den finansielle  situation blev det besluttet kun at bygge  de 2 kørebaner. 

## Sandesundsbroen er inddelt i 4 brodele
Broen har 48 spænd og er inddelt i  brodele:
- Viadukt syd har en totallængde på 414 m. Landdelen i syd  samt de to nærmeste søjleakser er fundamenteret direkte på klippen. Overbygningen har form som en kassebro.

- Broen over Glomma har en totallængde på 449 m og hovedspænd 139 m. De tre piller længst mod nord er fundamenteret med borede betongpæle til bjerget, i øvrige akser er der fundamenteret med såler direkte på klippen. Spændet over Glomma er bygget som en «Cantileverbro». Overbygningen har form som en kassebro.

- Bro over Torsbekkdalen har en totallængde på 389,5 m og hovedspænd 99 m. De tre piller længst mod nord er fundamenteret med såler direkte på klippen. Øvrige fundamenter er fundamentet med pæle til klippen. Hovedspennet er bygd som «fritt-frambygg».

- Viadukt nord har en totallængde på 275,5 m. Fundamenteringen er en kombination af nedrammede betonpæle og borede betonpæle til klippen.

## 4-spors Sandesundsbro
I 2005 begyndte bygningen af en «kopi» af den gamle bro, som blev bygget parallelt med den gamle. Den er 1.521 m lang. Dette er et led i udbygningen af en 4-sporet vej fra Oslo-Gøteborg. 
Denne udbygnng er også en del af den bompengefinansierede udbygning af E6 gennem Østfold.
16. maj 2008 blev den nye bro åbnet for trafik. Samtidig blev den gamle bro lukket, og repareret før Sandesundbroen  åbnede for 4-sporstrafik i november 2008. Åbningscermonien for den nye Sandesundbro foregik i Eidettunnelen om eftermiddagen 24. november.

## Billeder fra bygningen af den nye Sandesundsbro
- Broen set over Glomma
- Fundamentet på sydsiden af Glomma
- Billede taget fra gangbroen
- En pille som skal bære den  selvbærende frembygnig
- Stiladser er monteret for at kunne bygge brobanen
- Broens sydlige landing
- Sandesundbroen set fra viadukt syd

- Wikimedia Commons har flere filer relateret til Sandesundbroen